# Кремела
Кремела (итал. Cremella) је насеље у Италији у округу Леко, региону Ломбардија.
Према процени из 2011. у насељу је живело 1694 становника. Насеље се налази на надморској висини од 360 м.

## Становништво
| 1936. | 1951. | 1961. | 1971. | 1981. | 1991. | 2001. | 2011. |
| ----- | ----- | ----- | ----- | ----- | ----- | ----- | ----- |
| 966   | 1.062 | 1.072 | 1.178 | 1.234 | 1.352 | 1.530 | 1.762 |